# マンスーラ
マンスーラ（アラビア語: المنصورة Al Manṣūra）は、エジプト北部、ナイルデルタに位置する都市。人口は約62万人（2021年）。

## 概要
カイロの北東130kmに位置し、ダカハリーヤ県の県都である。ナイル川のダミエッタ支流に面している。

## 歴史
マンスーラは1219年、アイユーブ朝のスルタン、アル＝アーディルによって建設された。
マンスーラの名が歴史上にとどまることになったのは、1250年のマンスーラの戦いによる。第7回十字軍でエジプトに攻め寄せ、ディムヤート（ダミエッタ）を占領したフランス王ルイ9世がこの地でバイバルス率いるマムルークに決定的な敗北を喫した。

## 教育
マンスーラ大学がある。

## 出身著名人
- アムル・ザキー（プロサッカー選手）
- アーデル・イマーム（英語版、アラビア語版）（俳優）
- ファーティン・ハママ（女優）